# フアン・アルトラ
フアン・アルトラ・カナレス（Juan Artola Canales、2000年4月7日 - ）は、スペイン・バスク州ビルバオ出身のサッカー選手。クルトゥラル・レオネサ所属。ポジションはFW。

## クラブ経歴
バスク州のビルバオに生まれ、2010年にアスレティック・ビルバオのカンテラに入団した。
2022年1月6日、コパ・デル・レイのアトレティコ・マンチャ・レアル戦にて、アスレティック・ビルバオのトップチームデビューを果たした。
2022年7月7日、セグンダ・ディビシオンのブルゴスCFにレンタルで移籍する事となった。
2023年7月25日、ADアルコルコンにレンタル移籍した。
2024年8月2日、クルトゥラル・レオネサに移籍した。